# 1590 Ціолковська
1590 Ціолковська (1590 Tsiolkovskaja) — астероїд головного поясу, відкритий 1 липня 1933 року.
Тіссеранів параметр щодо Юпітера — 3,623.